# Candelario Cervantes

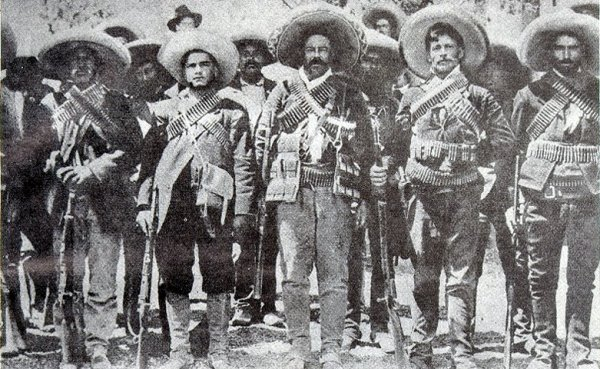
De izquierda a derecha, Generales: Candelario Cervantes, Pablo López Aguirre, Francisco Villa, Francisco Beltrán y Martín López.

El general Candelario Cervantes fue un militar mexicano que participó en la Revolución mexicana. Nació en la ciudad de Chihuahua, Chihuahua. En 1910 se incorporó al movimiento armado contra el General Porfirio Díaz. Tras el cuartelazo de Victoriano Huerta conocido como Decena Trágica se unió a las fuerzas de Francisco Villa, donde llegó a formar parte del grupo de “Dorados”. Destacó en el combate de la Hacienda de Santa Clara, Chihuahua, donde derrotó con las fuerzas a su mando a las fuerzas huertistas. Murió en 1916 durante la Expedición Punitiva de John J. Pershing, combatiendo a las fuerzas norteamericanas en la Población de Cruces, Chihuahua.